# سلام باكس
سلام باكس هو مدون عراقي. واسمه الحقيقي سلام عدنان عبد المنعم الجنابي. وكان أحد أشهر المدونين خلال الغزو الأمريكي للعراق عام 2003. وكان موقعه «أين رائد؟» قد حظي باهتمام إعلامي بالغ.
والده السياسي العراقي عدنان عبد المنعم رشيد الجنابي، وعمه هو خالد عبد المنعم الجنابي رئيس ديوان الرئاسة في عهد صدام حسين.

## مؤلفاته
- The Baghdad blog.[6]
- Salam pax : the clandestine diary of an ordinary Iraqi.[7]